# 우츠나흐
우츠나흐(Uznach)는 스위스 장크트갈렌주의 발크라이스 (선거구)에 있는 지자체이다.

## 역사
우츠나흐는 741년 벤켄 수도원의 귀족 여성이 장크트갈렌 수도원에 기증한 Uzinaa로 처음 언급되었다. 그것은 또한 나중에 Uzinaha와 Uzzinriuda로 언급되었다.
12세기 후반에 마을은 장크트갈렌 수도원에서 토겐부르크 백작으로 옮겨졌다. 1180년에서 1195년 사이 디트헬름 6세. 라퍼스빌의 구타와 결혼하고 지참금으로 우츠나흐 카운티와 라퍼스빌의 문장에서 장미를 받았다. 우츠나흐에 있는 그들의 성에서 토겐부르크가는 성이 루돌프 폰 합스부르크에 의해 정복되고 파괴된 1268년까지 취리히에서 무역 대상을 급습했다.
1436년에 토겐부르크선이 소멸된 후, 취리히주와 구스위스 연방의 다른 7개 주 사이에 토겐부르크 상속을 놓고, 구취리히 전쟁이 발발했다. 전쟁은 1436년부터 1450년까지 지속되었고, 취리히가 연방에 다시 편입되면서 끝났다.
1529년, 종교개혁 설교자는 슈비츠 군대에 의해 우츠나흐에서 체포되었다. 이것은 카펠의 제1차 전쟁의 발발로 이어졌다. 2년 후 제2차 카펠 전쟁이 발발했고, 우츠나흐는 다시 취리히의 공격을 받았다.

## 지리
우츠나흐의 면적은 2006년 기준으로 7.6k㎡이다. 이 면적 중 47.1%는 농업용으로 사용되고, 24.3%는 산림이다. 나머지 토지 중 23.3%는 정착지(건물 또는 도로)이고, 나머지(5.3%)는 불모지(강 또는 호수)이다.

## 인구통계
2020년 12월 31일 기준, 우츠나흐의 인구는 6,519명이다. 2007년 기준으로 전체 인구의 약 26.2%가 외국인이다. 2000년 기준 외국인 인구는 독일 58명, 이탈리아 275명, 유고슬라비아 642명, 오스트리아 12명, 터키 116명, 타국 305명이다. 지난 10년 동안 인구는 5.2%의 비율로 증가했다. 2000년 기준, 인구 대부분은 독일어(83.6%)를 사용하며, 알바니아어가 두 번째로 많이 사용(3.8%)되고, 이탈리아어가 세 번째(3.3%)로 사용된다. 스위스 공용어(2000년 현재), 4,486명이 독일어, 14명이 프랑스어, 176명이 이탈리아어, 22명이 로만슈어를 한다.
2000년 현재 우츠나흐의 연령 분포는 다음과 같다. 755명의 어린이(인구의 14.1%)가 0~9세이고 749명의 청소년(14.0%)이 10~19세이다. 성인 인구 중 664명(인구의 12.4%)이 20~29세이다. 816명(15.2%)은 30~39세, 815명(15.2%)은 40~49세, 582명(10.8%)은 50~59세이다. 고령자 분포는 437명(인구의 8.1%)이 60세 이상이다. 69세는 70~79세가 358명(6.7%), 80~89세가 153명(2.8%), 90~99세(39명(0.7%)), 100세 이상(1명)이 있다.
2000년에는 532명(인구의 9.9%)이 개인 주택에 혼자 살고 있었다. 자녀가 없는 부부(기혼 또는 약혼)가 1,078명(또는 20.1%)이고 자녀가 있는 부부가 3,240명(또는 60.3%)이었다. 한부모 가정에 거주하는 사람은 220명(4.1%)이었고, 한부모 또는 양부모와 함께 사는 성인 자녀가 26명, 친척으로 구성된 가구에 거주하는 사람이 27명, 혈연관계가 없는 사람, 213명이 시설에 수용되었거나 다른 유형의 공동 주택에 거주하고 있다.
2007년 연방 선거에서 가장 인기 있는 정당은 37.6%의 득표율을 기록한 SVP였다. 다음으로 가장 인기 있는 세 정당은 CVP (24.4%), SP (12.5%), FDP (10.7%)였다.
우츠나흐에서는 인구의 약 62.6%(25-64세)가 비필수 고등교육 또는 추가 고등교육(대학 또는 응용학문대학)을 완료했다. 2000년 현재 우츠나흐의 전체 인구 중 1,184명(인구의 22.1%)이 이수한 최고 교육 수준은 초등교육을 이수했으며, 1,773(33.0%)이 중등교육을 이수했으며, 483(9.0%)이 중등 교육을 이수했다. 고등교육을 받았고, 334명(6.2%)은 학교에 다니지 않는다. 나머지는 이 질문에 대답하지 않았다.

## 경제
2007년 현재 우츠나흐의 실업률은 1.62%이다. 2005년 기준으로 1차 경제 부문에 42명이 고용되어 있으며, 이 부문에 약 19개 기업이 참여하고 있다. 1,253명이 2차 부문에 고용되어 있고, 이 부문에 72개의 기업이 있다. 2,118명이 3차 부문에 고용되어 있으며, 이 부문에는 227개의 기업이 있다.
2009년 10월 현재 평균 실업률은 4.5%이다. 지자체에는 311개의 기업이 있었는데 그중 71개는 경제의 2차 부문에 참여했고 219개는 3차 부문에 참여했다.
2000년 기준으로 1,406명의 주민이 시에서 일했고 1,329명의 주민이 우츠나흐 밖에서 일했고 2,124명이 일을 위해 시정촌으로 통근했다.

## 종교
2000년 인구 조사에 따르면 3,691명(68.7%)이 로마 가톨릭 신자이고 695명(12.9%)이 스위스 개혁 교회에 속해 있다. 나머지 인구 중 천주교 신자는 2명(인구의 약 0.04%) 이고, 정교회는 185명(인구의 약 3.45%)이며, 다른 기독교 교회에 속한 80명의 개인(또는 인구의 약 1.49%)이다. 이슬람교도는 279명(인구의 약 5.20%)이다. 다른 교회에 속해 있는 84명(또는 인구의 약 1.56%)이 있으며(인구 조사에 나열되지 않음), 190명(또는 인구의 약 3.54%)이 어떤 교회에도 속하지 않고 불가지론자 또는 무신론자이며, 163명(또는 인구의 약 3.04%)이 질문에 대답하지 않았다.

## 교통
우츠나흐역은 라퍼스빌과 헤리자우를 통해 루체른과 장크트갈렌을 연결하는 지역 간 포어알펜 익스프레스와 라퍼스빌에서 린탈까지 레기오 서비스를 제공한다. 또한 장크트갈렌에서 출발하는 장크트갈렌 S-반 서비스 S4의 종점이기도 하다. 3개의 열차는 모두 매시간 운행되며, 합쳐서 라퍼스빌과 장크트갈렌까지 30분 간격으로 운행된다.